# Teatro Ariston
El Teatro Ariston es un teatro y cine situado en la ciudad de San Remo (Italia), más conocido por ser la sede del Festival de la canción italiana de San Remo.
En 1953 el doctor Aristide Vacchino compró los terrenos de un edificio donde se encontraban unos grandes almacenes para construir un teatro y cine multiusos. Después de diez años de remodelaciones, el 31 de mayo de 1963 se inauguró el teatro Ariston. La capacidad del teatro era de 450 personas, aunque en los años siguientes se ha ido ampliando hasta las 2.000 localidades, con platea y 16 palcos laterales.
En 1977 Ariston alberga el Festival de San Remo por primera vez, en sustitución del Salón de Fiestas del Casino de la ciudad. Desde ese año ha sido la sede de forma ininterrumpida salvo en 1990, cuando se albergó en el Mercado de las Flores por una cuestión de mayor capacidad. Además de este festival, alberga otros eventos como los Premios de la televisión italiana o el programa de Rai Uno Ti lascio una canzone.